# Gernot Trauner
Gernot Trauner (Linz, 1992. március 25. –) osztrák válogatott labdarúgó, a Feyenoord játékosa.

## Pályafutása

### Klubcsapatokban
1997 és 2006-ban az SV Kematen am Innbach korosztályos csapataiban szerepelt, majd innen került a LASK Linz akadémiájára. 2010. július 31-én mutatkozott be a Ried elleni bajnoki mérkőzésen. 2012 nyarán három évre aláírt a Ried csapatához. Szeptember 1-jén az SK Sturm Graz csapata ellen debütált tétmérkőzésen. 2015. március 7-én első bajnoki gólját szerezte meg az SV Grödig ellen 2–1-re megnyert mérkőzésen, majd 2017-ig meghosszabbították a szerződését. 2017 nyarán visszatért a LASK csapatához, amellyel 2020 júniusáig szerződött le. 2018. november 22-én meghosszabbították a szerződését a 2022-23-as szezon végéig. 2021 júliusában a holland Feyenoord csapatába igazolt 2025. június 30-ig szóló szerződést aláírva.

### A válogatottban
A 2010-es U19-es labdarúgó-Európa-bajnokságon a csoportkör első találkozóján az angolok ellen 3–2-re elvesztett mérkőzésén gólt szerzett. 2018. október 16-án debütált a felnőttek között Dánia ellen a 78. percben Louis Schaub cseréjeként. 2020. november 11-én megszerezte első válogatott gólját Luxemburg elleni felkészülési találkozón. 2024. június 7-én Ralf Rangnick szövetségi kapitány 26 fős keretébe bekerült, amely a 2024-es labdarúgó-Európa-bajnokságra utazott.

## Statisztika

### Klub
2024. április 14-én frissítve.
| Klub      | Szezon   | Bajnokság          | Bajnokság | Bajnokság | Kupa  | Kupa  | Nemzetközi | Nemzetközi | Egyéb | Egyéb | Összesen | Összesen |
| Klub      | Szezon   | Osztály            | Mérk.     | Gólok     | Mérk. | Gólok | Mérk.      | Gólok      | Mérk. | Gólok | Mérk.    | Gólok    |
| --------- | -------- | ------------------ | --------- | --------- | ----- | ----- | ---------- | ---------- | ----- | ----- | -------- | -------- |
| LASK      | 2010–11  | Osztrák Bundesliga | 13        | 0         | 2     | 0     | —          | —          | —     | —     | 15       | 0        |
| LASK      | 2011–12  | 2. Liga            | 0         | 0         | 0     | 0     | —          | —          | —     | —     | 0        | 0        |
| LASK      | Összesen | Összesen           | 13        | 0         | 2     | 0     | —          | —          | —     | —     | 15       | 0        |
| Ried      | 2012–13  | Osztrák Bundesliga | 15        | 0         | 2     | 0     | —          | —          | —     | —     | 17       | 0        |
| Ried      | 2013–14  | Osztrák Bundesliga | 21        | 0         | 2     | 0     | —          | —          | —     | —     | 23       | 0        |
| Ried      | 2014–15  | Osztrák Bundesliga | 29        | 1         | 2     | 0     | —          | —          | —     | —     | 31       | 1        |
| Ried      | 2015–16  | Osztrák Bundesliga | 29        | 4         | 2     | 0     | —          | —          | —     | —     | 31       | 4        |
| Ried      | 2016–17  | Osztrák Bundesliga | 10        | 0         | —     | —     | —          | —          | —     | —     | 10       | 0        |
| Ried      | Összesen | Összesen           | 104       | 5         | 8     | 0     | —          | —          | —     | —     | 112      | 5        |
| LASK      | 2017–18  | Osztrák Bundesliga | 31        | 1         | 3     | 0     | —          | —          | —     | —     | 34       | 1        |
| LASK      | 2018–19  | Osztrák Bundesliga | 28        | 4         | 5     | 1     | 4          | 0          | —     | —     | 37       | 5        |
| LASK      | 2019–20  | Osztrák Bundesliga | 28        | 3         | 4     | 1     | 13         | 2          | —     | —     | 45       | 6        |
| LASK      | 2020–21  | Osztrák Bundesliga | 29        | 4         | 6     | 0     | 6          | 1          | —     | —     | 41       | 5        |
| LASK      | 2021–22  | Osztrák Bundesliga | 0         | 0         | 1     | 0     | 0          | 0          | —     | —     | 1        | 0        |
| LASK      | Összesen | Összesen           | 116       | 12        | 19    | 2     | 23         | 3          | 0     | 0     | 158      | 17       |
| Feyenoord | 2021–22  | Eredivisie         | 30        | 0         | 1     | 0     | 15         | 0          | —     | —     | 46       | 0        |
| Feyenoord | 2022–23  | Eredivisie         | 19        | 0         | 0     | 0     | 7          | 0          | —     | —     | 26       | 0        |
| Feyenoord | 2023–24  | Eredivisie         | 15        | 0         | 2     | 0     | 4          | 0          | —     | —     | 21       | 0        |
| Feyenoord | Összesen | Összesen           | 64        | 0         | 3     | 0     | 26         | 0          | 0     | 0     | 93       | 0        |
| Összesen  | Összesen | Összesen           | 297       | 17        | 32    | 2     | 49         | 3          | 0     | 0     | 378      | 22       |

### Válogatott
2023. március 24-én frissítve.
| Ausztria | Ausztria        | Ausztria |
| Év       | Pályára lépések | Gólok    |
| -------- | --------------- | -------- |
| 2018     | 1               | 0        |
| 2019     | 0               | 0        |
| 2020     | 2               | 1        |
| 2021     | 2               | 0        |
| 2022     | 4               | 0        |
| 2023     | 1               | 0        |
| Összesen | 10              | 1        |

### Góljai a válogatottban
| #  | Dátum              | Helyszín                                  | Ellenfél  | Gól | Eredmény | Verseny             |
| -- | ------------------ | ----------------------------------------- | --------- | --- | -------- | ------------------- |
| 1. | 2020. november 11. | Stade Josy Barthel, Luxembourg, Luxemburg | Luxemburg | 1–0 | 3–0      | Barátságos mérkőzés |

## Sikerei, díjai

### Klub
- Feyenoord
  - Eredivisie: 2022–23[12]
  - Holland kupa: 2023–24[13]

### Egyéni
- Osztrák Bundesliga – A szezon csapatának tagja: 2018–19,[14] 2019–20[15]
- UEFA Konferencia Liga – A szezon csapatának tagja: 2021–22[16]
- Eredivisie – A hónap csapatának a tagja: 2022 augusztus[17]